# FC Utrecht in het seizoen 2025/26 (vrouwen)
Het seizoen 2025/26 is het tiende jaar in het bestaan van het Utrechtse vrouwenvoetbalelftal van FC Utrecht. De club komt uit in de Eredivisie en neemt ook deel aan het toernooi om de KNVB Beker.

## Selectie en technische staf

### Selectie
| Nr.             | Nat.               | Naam                | Competitie  | Competitie  | Beker       | Beker       | Eredivisie Cup | Eredivisie Cup | Totaal      | Totaal      | Seizoen bij FC Utrecht | Vorige club   | Contract          |
| Nr.             | Nat.               | Naam                | W           | Goal        | W           | Goal        | W              | Goal           | W           | Goal        | Seizoen bij FC Utrecht | Vorige club   | Contract          |
| Doelvrouwen     | Doelvrouwen        | Doelvrouwen         | Doelvrouwen | Doelvrouwen | Doelvrouwen | Doelvrouwen | Doelvrouwen    | Doelvrouwen    | Doelvrouwen | Doelvrouwen | Doelvrouwen            | Doelvrouwen   | Doelvrouwen       |
| --------------- | ------------------ | ------------------- | ----------- | ----------- | ----------- | ----------- | -------------- | -------------- | ----------- | ----------- | ---------------------- | ------------- | ----------------- |
| 1               | Vlag van België    | Femke Bastiaen      | 0           | 0           | 0           | 0           | 0              | 0              | 0           | 0           | 2e                     | PSV           | 30 juni 2026      |
| 32              | Vlag van Nederland | Loïs de Heus        | 0           | 0           | 0           | 0           | 0              | 0              | 0           | 0           | 2e                     | PEC Zwolle    | 30 juni 2026      |
| Verdedigsters   |                    |                     |             |             |             |             |                |                |             |             |                        |               |                   |
| 3               | Vlag van Nederland | Merel Bormans       | 0           | 0           | 0           | 0           | 0              | 0              | 0           | 0           | 2e                     | FC Utrecht    | 30 juni 2026      |
| 5               | Vlag van Nederland | Amber Visscher      | 0           | 0           | 0           | 0           | 0              | 0              | 0           | 0           | 3e                     | SV Saestum    | 30 juni 2027      |
| 15              | Vlag van Nederland | Lena Mahieu         | 0           | 0           | 0           | 0           | 0              | 0              | 0           | 0           | 3e                     | Jong PSV      | 30 juni 2026      |
| 25              | Vlag van Nederland | Kyra Koopman        | 0           | 0           | 0           | 0           | 0              | 0              | 0           | 0           | 2e                     | Jeugd         | 30 juni 2025      |
| 28              | Vlag van Nederland | Gera op den Kelder  | 0           | 0           | 0           | 0           | 0              | 0              | 0           | 0           | 3e                     | DTS Ede       | 30 juni 2026      |
| 33              | Vlag van Nederland | Aline Weerelts      | 0           | 0           | 0           | 0           | 0              | 0              | 0           | 0           | 2e                     | Jeugd         | 30 juni 2027      |
| ?               | Vlag van Nederland | Felice Hermans      | 0           | 0           | 0           | 0           | 0              | 0              | 0           | 0           | 1e                     | Jeugd         | 30 juni 2027      |
| Middenveldsters |                    |                     |             |             |             |             |                |                |             |             |                        |               |                   |
| 6               | Vlag van Nederland | Marthe Munsterman   | 0           | 0           | 0           | 0           | 0              | 0              | 0           | 0           | 3e                     | AFC Ajax      | 30 juni 2026      |
| 10              | Vlag van Nederland | Maxime Snellenberg  | 0           | 0           | 0           | 0           | 0              | 0              | 0           | 0           | 2e                     | PSV           | 30 juni 2026      |
| 21              | Vlag van Nederland | Joni Paliama        | 0           | 0           | 0           | 0           | 0              | 0              | 0           | 0           | 3e                     | AFC Ajax      | 30 juni 2026      |
| 23              | Vlag van Nederland | Dieke van Straten   | 0           | 0           | 0           | 0           | 0              | 0              | 0           | 0           | 3e                     | PSV           | 30 juni 2026      |
| ?               | Vlag van Nederland | Rosalie Renfurm     | 0           | 0           | 0           | 0           | 0              | 0              | 0           | 0           | 2e                     | Jeugd         | 30 juni 2027      |
| Aanvalsters     |                    |                     |             |             |             |             |                |                |             |             |                        |               |                   |
| 9               | Vlag van Nederland | Nikita Tromp        | 0           | 0           | 0           | 0           | 0              | 0              | 0           | 0           | 2e                     | Jeugd         | 30 juni 2026      |
| 11              | Vlag van Nederland | Sam de Jong         | 0           | 0           | 0           | 0           | 0              | 0              | 0           | 0           | 3e                     | Sporting 70   | 30 juni 2026      |
| 17              | Vlag van Nederland | Elisha Kruize       | 0           | 0           | 0           | 0           | 0              | 0              | 0           | 0           | 3e                     | AFC Ajax      | 30 juni 2025 (+1) |
| 18              | Vlag van Nederland | Tami Groenendijk    | 0           | 0           | 0           | 0           | 0              | 0              | 0           | 0           | 3e                     | SV Saestum    | 30 juni 2026      |
| 19              | Vlag van Nederland | Lobke Loonen        | 0           | 0           | 0           | 0           | 0              | 0              | 0           | 0           | 2e                     | ADO Den Haag  | 30 juni 2026      |
| 20              | Vlag van Nederland | Lotje de Keijzer    | 0           | 0           | 0           | 0           | 0              | 0              | 0           | 0           | 3e                     | Excelsior     | 30 juni 2026      |
| ?               | Vlag van Indonesië | Claudia Scheunemann | 0           | 0           | 0           | 0           | 0              | 0              | 0           | 0           | 1e                     | Asprov Banten | 30 juni 2028      |
| Nr.             | Nat.               | Naam                | W           | Goal        | W           | Goal        | W              | Goal           | W           | Goal        | Seizoen bij FC Utrecht | Vorige club   | Contract          |
| Nr.             | Nat.               | Naam                | Competitie  | Competitie  | Beker       | Beker       | Eredivisie Cup | Eredivisie Cup | Totaal      | Totaal      | Seizoen bij FC Utrecht | Vorige club   | Contract          |

### Legenda
| # | Reden                                          |
| - | ---------------------------------------------- |
|   | Heeft de club in het lopende seizoen verlaten. |

### Technische staf
| Naam                  | Functie           |
| --------------------- | ----------------- |
| Linda Helbling        | Hoofdtrainer      |
| Jürgen Schefczyk      | Assistent-trainer |
| Jim Brinkhof          | Assistent-trainer |
| Dennis Smit           | Keeperstrainer    |
| Jeroen Kampers        | Videoanalist      |
| Claudine van Timmeren | Fysiektrainer     |
| Ingrid Thijsen        | Teammanager       |

## Transfers

### Zomer

#### Aangetrokken 2025/26
| Nat.               | Naam                | Van           | Contract     | Bijzonderheden |
| ------------------ | ------------------- | ------------- | ------------ | -------------- |
| Vlag van Nederland | Merel Bormans       | FC Twente     | 30 juni 2026 |                |
| Vlag van Nederland | Felice Hermans      | Telstar       | 30 juni 2027 |                |
| Vlag van Indonesië | Claudia Scheunemann | Asprov Banten | 30 juni 2028 |                |

#### Vertrokken 2025/26
| Nat.               | Naam                | Naar           | Bijzonderheden |
| ------------------ | ------------------- | -------------- | -------------- |
| Vlag van Nederland | Sophie Cobussen     |                | Gestopt        |
| Vlag van Marokko   | Dina Haizoun        | Excelsior      |                |
| Vlag van Nederland | Puck Louwes         | Onbekend       |                |
| Vlag van Nederland | Liza van der Most   |                | Gestopt        |
| Vlag van Suriname  | Naomi Piqué         | Standard Luik  |                |
| Vlag van Nederland | Judith Roosjen      | PEC Zwolle     |                |
| Vlag van Nederland | Ilse van der Zanden | ACF Fiorentina |                |

### Jeugdopleiding

#### Aangetrokken 2025/26
| Nat. | Naam | Contract | Bijzonderheden |
| ---- | ---- | -------- | -------------- |
|      |      |          |                |

#### Vertrokken 2025/26
| Nat. | Naam | Naar | Bijzonderheden |  |
| ---- | ---- | ---- | -------------- |  |
|      |      |      |                |  |

### Winter

#### Aangetrokken 2025/26
| Nat. | Naam | Van | Bijzonderheden |
| ---- | ---- | --- | -------------- |
|      |      |     |                |

#### Vertrokken 2025/26
| Nat. | Naam | Naar | Bijzonderheden |
| ---- | ---- | ---- | -------------- |
|      |      |      |                |

## Wedstrijdstatistieken

### Oefenwedstrijden
| Oefenwedstrijd 1                                                         | FC Utrecht                             | 1 – 3 (1 – 1)    | FC Twente                                                           | Opstelling Utrecht    |
| 4 juli 2025 Aanvangstijd: 14.00 uur Plaats: Utrecht SV Kampong           | Tami Groenendijk 45'                   | Wedstrijdverslag | 26' Imre van der Vegt 60' Jaimy Ravensbergen 87' Danique van Ginkel | Onbekend              |
| Oefenwedstrijd 2                                                         | FC Utrecht                             | 3 – 3 (0 – 1)    | AZ                                                                  | Opstelling FC Utrecht |
| 11 juli 2025 Aanvangstijd: 12.00 uur Plaats: nnb.                        | Onbekend 58' Onbekend 69' Onbekend 76' | Wedstrijdverslag | 9' Onbekend 61' Onbekend 83' Onbekend                               |                       |
| Oefenwedstrijd 3                                                         | FC Utrecht                             | 0 – 2            | Chelsea FC                                                          | Opstelling FC Utrecht |
| 14 augustus 2025 Aanvangstijd: Onbekend Plaats: Onbekend                 |                                        | Wedstrijdverslag | Mara Alber Catarina Macario                                         | Onbekend              |
| Oefenwedstrijd 4                                                         | DTS Ede                                | 3 – 7            | FC Utrecht                                                          | Opstelling FC Utrecht |
| 19 augustus 2025 Aanvangstijd: 20.00 uur Plaats: Ede Sportpark Inschoten | Onbekend                               | Wedstrijdverslag | Elisha Kruize Lotje de Keijzer Nikita Tromp Rochelity Dap           | Onbekend              |
| Oefenwedstrijd 5                                                         | SG Essen-Schönebeck                    | – ( – )          | FC Utrecht                                                          | Opstelling FC Utrecht |
| 22 augustus 2025 Aanvangstijd: 14.00 uur Plaats: Onbekend                |                                        | Wedstrijdverslag |                                                                     |                       |
| Oefenwedstrijd 6                                                         | 1. FC Köln                             | – ( – )          | FC Utrecht                                                          | Opstelling FC Utrecht |
| 29 augustus 2025 Aanvangstijd: nnb. Plaats: Onbekend                     |                                        | Wedstrijdverslag |                                                                     |                       |

### Eredivisie
|       | ADO Den Haag | Ajax | AZ Alkmaar | Excelsior | Feyenoord | sc Heerenveen | Hera United / Telstar | NAC Breda | PEC Zwolle | PSV | FC Twente |
| ----- | ------------ | ---- | ---------- | --------- | --------- | ------------- | --------------------- | --------- | ---------- | --- | --------- |
| Thuis | –            | –    | –          | –         | –         | –             | –                     | –         | –          | –   | –         |
| Uit   | –            | –    | –          | –         | –         | –             | –                     | –         | –          | –   | –         |

| Speelronde 1                                                                             | PEC Zwolle    | – ( – )          | FC Utrecht    | Opstelling FC Utrecht |
| 7 september 2025 Aanvangstijd: 14.30 uur Plaats: Zwolle MAC³PARK stadion                 |               | Wedstrijdverslag |               |                       |
| Speelronde 2                                                                             | FC Utrecht    | – ( – )          | PSV           | Opstelling FC Utrecht |
| 21 september 2025 Aanvangstijd: 16.45 uur Plaats: Utrecht Sportcomplex Zoudenbalch       |               | Wedstrijdverslag |               |                       |
| Speelronde 3                                                                             | NAC Breda     | – ( – )          | FC Utrecht    | Opstelling FC Utrecht |
| 28 september 2025 Aanvangstijd: 16.45 uur Plaats: Breda Sportpark Heksenwiel             |               | Wedstrijdverslag |               |                       |
| Speelronde 4                                                                             | FC Utrecht    | – ( – )          | Feyenoord     | Opstelling FC Utrecht |
| 5 oktober 2025 Aanvangstijd: 12.15 uur Plaats: Utrecht Sportcomplex Zoudenbalch          |               | Wedstrijdverslag |               |                       |
| Speelronde 5                                                                             | FC Twente     | – ( – )          | FC Utrecht    | Opstelling FC Utrecht |
| 11 oktober 2025 Aanvangstijd: 14.00 uur Plaats: Enschede Sportpark Schreurserve          |               | Wedstrijdverslag |               |                       |
| Speelronde 6                                                                             | Excelsior     | – ( – )          | FC Utrecht    | Opstelling FC Utrecht |
| 2 november 2025 Aanvangstijd: 16.45 uur Plaats: Rotterdam Stadion Woudestein             |               | Wedstrijdverslag |               |                       |
| Speelronde 7                                                                             | FC Utrecht    | – ( – )          | AZ            | Opstelling FC Utrecht |
| 16 november 2025 Aanvangstijd: 16.45 uur Plaats: Utrecht Sportcomplex Zoudenbalch        |               | Wedstrijdverslag |               |                       |
| Speelronde 8                                                                             | FC Utrecht    | – ( – )          | ADO Den Haag  | Opstelling FC Utrecht |
| 23 november 2025 Aanvangstijd: 16.45 uur Plaats: Utrecht Sportcomplex Zoudenbalch        |               | Wedstrijdverslag |               |                       |
| Speelronde 9                                                                             | Ajax          | – ( – )          | FC Utrecht    | Opstelling FC Utrecht |
| 7 december 2025 Aanvangstijd: 16.45 uur Plaats: Amsterdam Sportpark De Toekomst          |               | Wedstrijdverslag |               |                       |
| Speelronde 10                                                                            | sc Heerenveen | – ( – )          | FC Utrecht    | Opstelling FC Utrecht |
| 21 december 2025 Aanvangstijd: 16.45 uur Plaats: Heerenveen Sportpark Skoatterwald       |               | Wedstrijdverslag |               |                       |
| Speelronde 11                                                                            | FC Utrecht    | – ( – )          | Telstar       | Opstelling FC Utrecht |
| 17-18 januari 2026 Aanvangstijd: n.t.b. Plaats: Utrecht Sportcomplex Zoudenbalch         |               | Wedstrijdverslag |               |                       |
| Speelronde 12                                                                            | PSV           | – ( – )          | FC Utrecht    | Opstelling FC Utrecht |
| 24-25 januari 2026 Aanvangstijd: n.t.b. Plaats: Eindhoven PSV Campus De Herdgang         |               | Wedstrijdverslag |               |                       |
| Speelronde 13                                                                            | FC Utrecht    | – ( – )          | NAC Breda     | Opstelling FC Utrecht |
| 31 januari-1 februari 2026 Aanvangstijd: n.t.b. Plaats: Utrecht Sportcomplex Zoudenbalch |               | Wedstrijdverslag |               |                       |
| Speelronde 14                                                                            | FC Utrecht    | – ( – )          | Excelsior     | Opstelling FC Utrecht |
| 14-15 februari 2026 Aanvangstijd: n.t.b. Plaats: Utrecht Sportcomplex Zoudenbalch        |               | Wedstrijdverslag |               |                       |
| Speelronde 15                                                                            | ADO Den Haag  | – ( – )          | FC Utrecht    | Opstelling FC Utrecht |
| 21-22 februari 2026 Aanvangstijd: n.t.b. Plaats: Den Haag Bingoal Stadion                |               | Wedstrijdverslag |               |                       |
| Speelronde 16                                                                            | FC Utrecht    | – ( – )          | Ajax          | Opstelling FC Utrecht |
| 14-15 maart 2026 Aanvangstijd: n.t.b. Plaats: Utrecht Sportcomplex Zoudenbalch           |               | Wedstrijdverslag |               |                       |
| Speelronde 17                                                                            | AZ            | – ( – )          | FC Utrecht    | Opstelling FC Utrecht |
| 28-29 maart 2025 Aanvangstijd: n.t.b. Plaats: Wijdewormer AFAS Trainingscomplex          |               | Wedstrijdverslag |               |                       |
| Speelronde 18                                                                            | FC Utrecht    | – ( – )          | PEC Zwolle    | Opstelling FC Utrecht |
| 4-5 april 2026 Aanvangstijd: n.t.b. Plaats: Utrecht Sportcomplex Zoudenbalch             |               | Wedstrijdverslag |               |                       |
| Speelronde 19                                                                            | FC Utrecht    | – ( – )          | FC Twente     | Opstelling FC Utrecht |
| 25-26 april 2025 Aanvangstijd: n.t.b. Plaats: Utrecht Sportcomplex Zoudenbalch           |               | Wedstrijdverslag |               |                       |
| Speelronde 20                                                                            | Feyenoord     | – ( – )          | FC Utrecht    | Opstelling FC Utrecht |
| 2-3 mei 2025 Aanvangstijd: n.t.b. Plaats: Rotterdam Sportcomplex Varkenoord              |               | Wedstrijdverslag |               |                       |
| Speelronde 21                                                                            | FC Utrecht    | – ( – )          | sc Heerenveen | Opstelling FC Utrecht |
| 8 mei 2025 Aanvangstijd: 20.00 uur Plaats: Utrecht Sportcomplex Zoudenbalch              |               | Wedstrijdverslag |               |                       |
| Speelronde 22                                                                            | Telstar       | – ( – )          | FC Utrecht    | Opstelling FC Utrecht |
| 22 mei 2025 Aanvangstijd: 20.00 uur Plaats: Velsen-Zuid 711 Stadion                      |               | Wedstrijdverslag |               |                       |

## Statistieken FC Utrecht 2025/2026

### Tussenstand FC Utrecht in de Nederlandse Eredivisie Vrouwen 2025 / 2026
| Stand | Gespeeld | Gewonnen | Gelijk | Verloren | Punten | Doelpunten voor | Doelpunten tegen | Gele kaarten | Rode kaarten |
| ----- | -------- | -------- | ------ | -------- | ------ | --------------- | ---------------- | ------------ | ------------ |
|       |          |          |        |          |        |                 |                  |              |              |

### Topscorers
| #              | Naam   | Goal |
| -------------- | ------ | ---- |
| 1.             |        | 0    |
| Eigen doelpunt |        |      |
| 1.             |        | 0    |
| Totaal         | Totaal | 0    |

| #      | Naam   | Goal |
| ------ | ------ | ---- |
| 1.     |        | 0    |
| Totaal | Totaal | 0    |

| #      | Naam             | Goal |
| ------ | ---------------- | ---- |
| 1.     | Elisha Kruize    | 3    |
| 1.     | Rochelity Dap    | 1    |
| 1.     | Tami Groenendijk | 1    |
| 1.     | Lotje de Keijzer | 1    |
| 1.     | Nikita Tromp     | 1    |
| Totaal | Totaal           | 8    |

### Kaarten
| #      | Naam   | Kreeg geel |
| ------ | ------ | ---------- |
| 1.     |        | 0          |
| Totaal | Totaal | 0          |

| #      | Naam   | Kreeg voor de tweede keer geel en dus rood |
| ------ | ------ | ------------------------------------------ |
| –      |        | 0                                          |
| Totaal | Totaal | 0                                          |

| #      | Naam   | Weggestuurd |
| ------ | ------ | ----------- |
| 1.     |        | 0           |
| Totaal | Totaal | 0           |

## Voetnoten
ADO Den Haag · 
Ajax · 
AZ · 
Excelsior Rotterdam · 
Feyenoord · 
sc Heerenveen · 
NAC Breda · 
PEC Zwolle · 
PSV · 
Telstar · 
FC Twente · 
FC Utrecht